# Автокросс

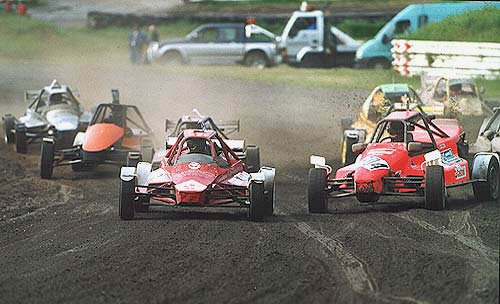
Автокросс на багги

Автокросс — гонки с совместным стартом на кольцевой трассе с грунтовым покрытием. Проводятся круглогодично. Особенно популярны в постсоветских странах, а также в целом ряде европейских стран: Чехии, Германии, Голландии, Франции и др.

## Особенности классического автокросса

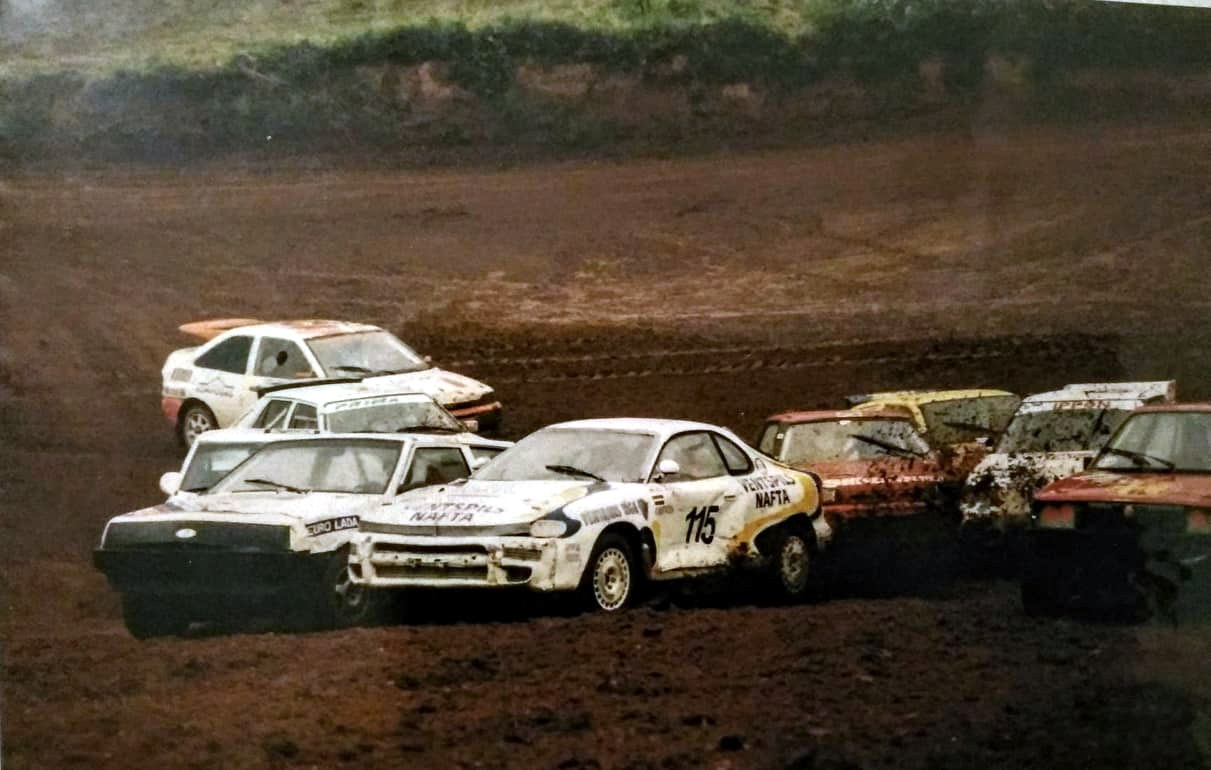
Автокросс на легковых автомобилях

Гонки по автокроссу относятся к числу наиболее зрелищных:
- зрителям видна вся трасса или бо́льшая её часть;
- гонщики соревнуются непосредственно друг с другом, а не на время;
- часто происходит контактная борьба между автомобилями участников заездов;
- неровности поверхности, ямы, трамплины, спуски и подъёмы, присутствующие на автокроссовых трассах, добавляют привлекательности.

Для участия в автокроссе допускаются легковые кузовные и грузовые автомобили, а также специальные кроссовые авто (багги).
Багги — это одноместные авто с открытыми колесами и пространственной рамой, сделанные специально для участия в соревнованиях по пересечённой местности (автокросс, ралли-рейды). Мощность двигателей багги в зависимости от класса может существенно колебаться, в топовых классах она может достигать 600 л.с., при том что масса машины может быть менее одной тонны. Благодаря этому, скоростные характеристики багги топовых классов, таких как SuperBuggy, находятся на уровне лучших суперкаров мира.

## Автокросс в СССР и России

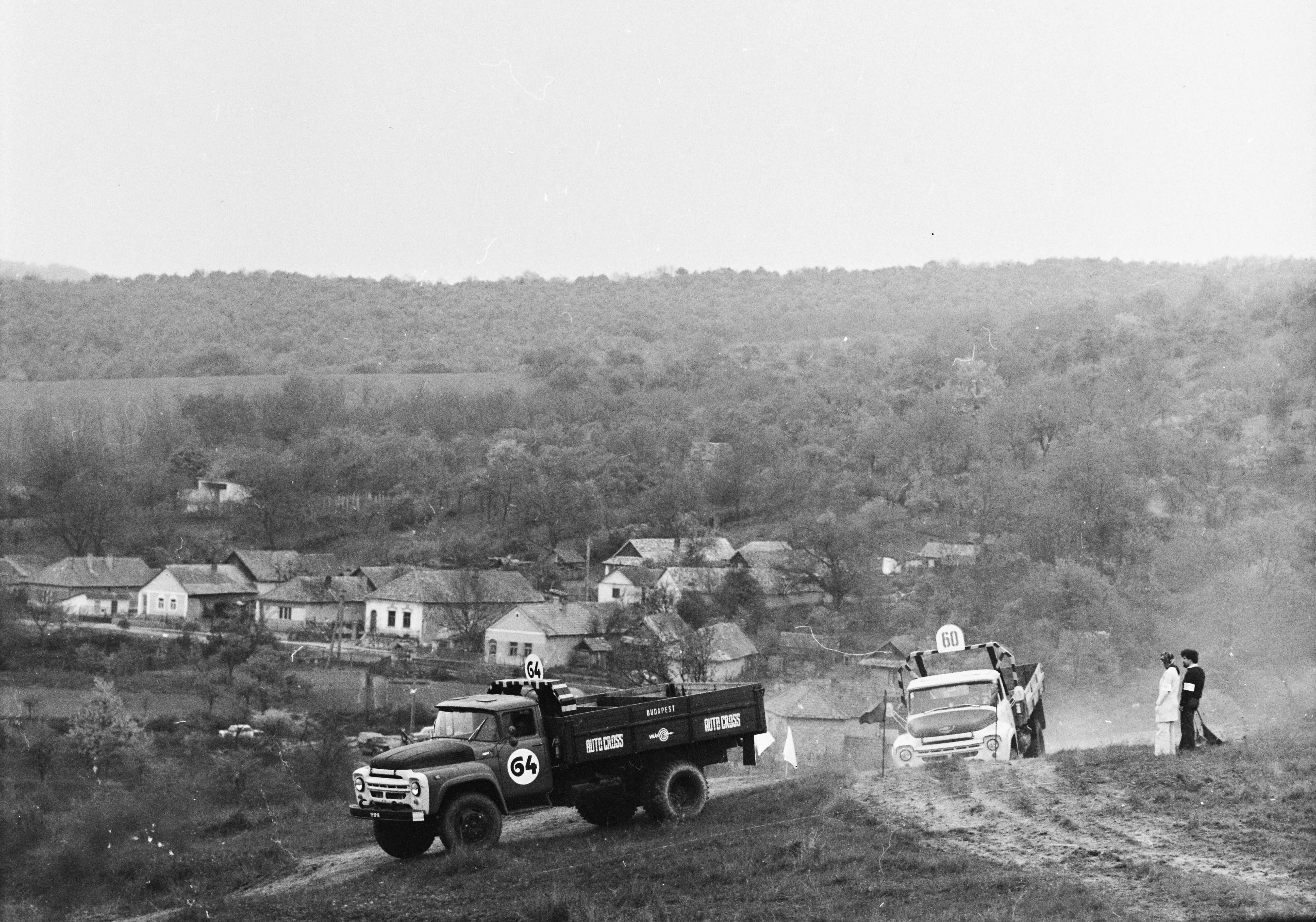
Автокросс на грузовых автомобилях

В Советском Союзе соревнования по автокроссу начали регулярно проводиться с 1949 года, при этом первые несколько десятилетий в них участвовали преимущественно грузовые автомобили и внедорожники, лишь изредка к которым присоединялись легковые автомобили. Только с 1973 года начали постоянно проводиться состязания и среди чисто легковых машин. В 1980 году по решению властей был наложен запрет на участие в советских автогонках грузовых автомобилей, прежде всего это коснулось именно автокроссовых состязаний. Продлился запрет до второй половины 1980-х.
В настоящее время в России проводятся соревнования по автокроссу на багги нескольких видов: Д3-Спринт (багги российского производства с приводом на заднюю ось и двигателем ваз до 1400 куб.см), Д3-Супербагги (самый мощный класс багги, возможен полный привод, объем двигателей до 4 литра), в Д3-мини (от 8 до 12 лет) и Д3-юниор (от 12 до 18 лет) могут участвовать несовершеннолетние дети, проводятся отдельные гонки на багги класса Д3-Микро (возраст пилотов — до 8 лет). Также есть классы для специально подготовленных грузовых автомобилей ГАЗ и ЗИЛ (классы Т4), для внедорожников УАЗ (класс Т1-2500), для кузовных автомобилей любого производства (Д2-1600, Супер-1600, Суперавто), и для «классических моделей» ВАЗ, ИЖ (Д2-классика).
В разных странах термин autocross может означать разные гоночные дисциплины. Например, в США под словом autocross или Solo понимают вид спорта, который больше всего похож на автослалом — одиночные заезды на время по ровной асфальтированной площадке, по траектории обозначенной конусами.
Многие ошибочно путают автокросс с ралли-кроссом, но это разные виды дисциплин, хотя внешне и похожие. Ралли-кросс проводится на смешанном асфальтово-грунтовом покрытии, а не на чистом грунте, как в автокроссе. В официальных соревнованиях по ралли-кроссу не участвуют багги и грузовые машины. Отличается формат проведения соревнований, требования к трассам, к шинам и многое другое.